# Cadyk

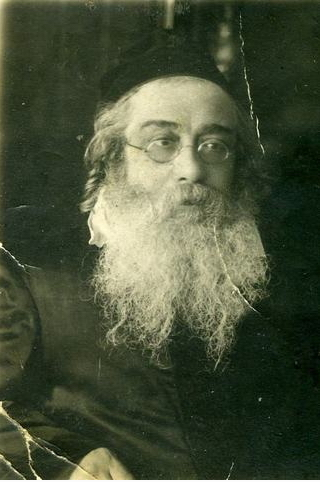
Cadyk (Alter Israel Szimon z Mińska Mazowieckiego)

Cadyk, cadik, sadyk (z hebr. צדיק, sprawiedliwy) – charyzmatyczny przywódca jednej z form judaizmu – chasydyzmu, zwany także rebe (hebr. רבי) lub admor (hebr. אדמו״ר, akronim od nasz mistrz, nauczyciel i rabi).
Określenie wzięło się z biblijnej Księgi Przysłów i legendy o Trzydziestu Sześciu Sprawiedliwych (cadyków), którzy swoimi cnotami mają podtrzymywać istnienie świata. Sprawiedliwi mieli ujawnić się w momencie, gdy świat będzie gotowy na zbawienie.
Według doktryny Baal Szem Towa, on sam był pośrednikiem między niebem a ziemią, który realizował na ziemi boskie instrukcje, a w niebie interweniował w sprawach ludzi. Funkcję tę starali się przejąć następnie cadykowie chasydzcy – uważano ich za pośredników między Bogiem, a otaczającymi ich wspólnotami oraz za sprawiedliwych podtrzymujących świat. Uważa się, że każdy cadyk ma być mesjaszem dla jego chasydów, niektórzy uważali jednak, że w każdym pokoleniu tylko jeden cadyk jest tym „prawdziwym”. 
Cadyk jest dla wspólnoty wzorem pobożności, pokory i sprawiedliwości. Cadykowie są otaczani powszechną czcią, ze względu na przypisywaną im zdolność czynienia cudów i uzdrawiania. Także po śmierci ich groby (ohele) przyciągają licznych pielgrzymów. Na świecie istnieje wiele dynastii cadyków, żyjących w żydowskiej diasporze. Znany jest przypadek wystąpienia jednej kobiety cadyka – Hanny Rachel Werbermacher, zwanej Dziewicą z Włodzimierza.